# Lakeside (Colorado)
Lakeside és una població dels Estats Units a l'estat de Colorado. Segons el cens del 2000 tenia 20 habitants.

## Demografia
Segons el cens del 2000, Lakeside tenia 20 habitants, 9 habitatges, i 5 famílies. La densitat de població era de 40,6 habitants per km².
Per edats la població es repartia de la següent manera: un 15% tenia menys de 18 anys, un 15% entre 18 i 24, un 20% entre 25 i 44, un 30% de 45 a 60 i un 20% 65 anys o més.
L'edat mediana era de 44 anys. Per cada 100 dones de 18 o més anys hi havia 240 homes.
La renda mediana per habitatge era de 34.375 $ i la renda mediana per família de 9.375 $. Els homes tenien una renda mediana de 20.625 $ mentre que les dones 0 $. La renda per capita de la població era de 16.339 $. Entorn del 66,7% de les famílies i el 44,4% de la població estaven per davall del llindar de pobresa.

## Poblacions més properes
El següent diagrama mostra les poblacions més properes.